# Konklawe 1455
Konklawe 4-8 kwietnia 1455 – konklawe, które wyniosło na tron papieski Kaliksta III i zapoczątkowało potęgę rodu Borgiów.

## Śmierć Mikołaja V
Papież Mikołaj V, uważany za pierwszego papieża renesansowego, zmarł 24 marca 1455 roku. Zaledwie dwa lata wcześniej chrześcijańską Europą wstrząsnął upadek Konstantynopola. Stolica Apostolska wezwała chrześcijańskich władców do krucjaty przeciw Turkom i odbicia miasta, jednak Mikołaj V nie zdążył już poczynić żadnych kroków w tym kierunku. Schyłek jego pontyfikatu zbiegł się natomiast w czasie ze stabilizacją sytuacji politycznej we Włoszech. Kilkanaście dni przed śmiercią papieża w Rzymie ogłoszono ostateczną ratyfikację pokoju z Lodi (1454) między Mediolanem a Wenecją i ich sojusznikami. W samym Kościele wciąż silny był ruch koncyliarny, zaledwie sześć lat wcześniej skończyła się schizma soborowego antypapieża Feliksa V.
Uzupełnieniem politycznego tła konklawe 1455 było zwycięski dla Francji koniec wojny stuletniej i wybuch wojny polsko-krzyżackiej.
Okres sediswakancji w Rzymie i Państwie Kościelnym był, jak zwykle, okresem chaosu i bezprawia. W mieście uaktywniło się stronnictwo republikańskie, wrogie świeckiej władzy Kościoła. Do niepokojów doszło też w Romanii i Bolonii, gdzie zwolnieni po pokoju z Lodi kondotierzy organizowali swoje prywatne armie.

## Lista uczestników
W konklawe wzięło udział piętnastu z dwudziestu jeden żyjących kardynałów:
- Giorgio Fieschi (nominacja kardynalska: 18 grudnia 1439) – kardynał biskup Palestriny; administrator diecezji Albengi
- Izydor z Kijowa; Kardynał z Rusi[4] (18 grudnia 1439) – kardynał biskup Sabiny; administrator kościoła prezbiterialnego Ss. Marcelino e Pietro; tytularny arcybiskup Kijowa
- Bessarion OBas; Kardynał z Nicei[4] (18 grudnia 1439) – kardynał biskup Tusculum; komendatariusz kościoła prezbiterialnego Ss. XII Apostoli; arcybiskup Teb; administrator diecezji Mazara del Vallo; tytularny patriarcha Jerozolimy; komendatariusz opactwa terytorialnego S. Cristoforo w Casteldurante; legat apostolski w Bolonii
- Juan Torquemada OP; Kardynał S. Sisto[4] (18 grudnia 1439) – kardynał prezbiter S. Maria in Trastevere; komendatariusz kościoła prezbiterialnego S. Sisto
- Ludovico Trevisan; Kardynał z Akwilei[4] (1 lipca 1440) – kardynał prezbiter S. Lorenzo in Damaso; kamerling Świętego Kościoła Rzymskiego; patriarcha Akwilei; komendatariusz opactw terytorialnych Vangadizza, Montevergine i Monte Cassino
- Domenico Capranica; Kardynał z Fermo[4] (24 maja 1426) – kardynał prezbiter S. Croce in Gerusalemme; komendatariusz diakonii S. Maria in Via Lata; administrator diecezji Fermo; archiprezbiter bazyliki laterańskiej; penitencjariusz większy; protektor Zakonu Krzyżackiego
- Alonso de Borja; Kardynał z Walencji[4] (2 maja 1444) – kardynał prezbiter Ss. IV Coronati; biskup Walencji
- Antonio de la Cerda OSsT; Kardynał z Léridy (16 lutego 1448) – kardynał prezbiter S. Crisogono; biskup Léridy
- Latino Orsini (20 grudnia 1448) – kardynał prezbiter Ss. Giovanni e Paolo; administrator archidiecezji Bari: komendatariusz opactwa terytorialnego Farfa
- Alain de Coëtivy; Kardynał z Awinionu[4] (20 grudnia 1448) – kardynał prezbiter S. Prassede; biskup Awinionu; administrator diecezji Nîmes
- Filippo Calandrini; Kardynał z Bolonii[4] (20 grudnia 1448) – kardynał prezbiter S. Lorenzo in Lucina; komendatariusz kościoła prezbiterialnego S. Susanna; biskup Bolonii; kamerling Świętego Kolegium Kardynałów
- Guillaume d’Estaing; Kardynał z Metz[4] (19 grudnia 1449) – kardynał prezbiter S. Sabina; biskup Fréjus
- Pietro Barbo; Kardynał z Wenecji[4] (1 lipca 1440) – kardynał prezbiter S. Marco; komendatariusz diakonii S. Maria Nuova; biskup Vicenzy; archiprezbiter bazyliki watykańskiej
- Prospero Colonna (24 maja 1426) – kardynał diakon S. Giorgio in Velabro; protodiakon Świętego Kolegium Kardynałów
- Juan Carvajal; Kardynał S. Angelo[4] (16 grudnia 1446) – kardynał diakon S. Angelo in Pescheria; biskup Plasencii

Wśród elektorów było siedmiu Włochów, czterech Hiszpanów, dwóch Francuzów i dwóch Greków. Ośmiu z nich mianował Eugeniusz IV, pięciu Mikołaj V, a dwóch jeszcze Marcin V.

### Nieobecni
Sześciu kardynałów, w tym trzech Francuzów, dwóch Niemców i Węgier, nie wzięło udziału w elekcji:
- Pierre de Foix OFM (1414) – kardynał biskup Albano; prymas Świętego Kolegium Kardynałów; legat apostolski i wikariusz w Awinionie; administrator archidiecezji Arles i diecezji Dax
- Peter von Schaumberg; Kardynał z Augsburga[4] (18 grudnia 1439) – kardynał prezbiter S. Vitale; protoprezbiter Świętego Kolegium Kardynałów; biskup Augsburga
- Dénes Szécsi; Kardynał z Ostrzyhomia[4] (18 grudnia 1439) – kardynał prezbiter S. Ciriaco; arcybiskup Ostrzyhomia i prymas Węgier; kanclerz królestwa Węgier
- Guillaume d’Estouteville; Kardynał z Rouen[4] (18 grudnia 1439) – kardynał prezbiter Ss. Silvestro e Martino; archiprezbiter bazyliki liberiańskiej; arcybiskup Rouen; administrator diecezji Saint-Jean-de-Maurienne; legat papieski we Francji
- Jean Rolin; Kardynał z Autun[4] (20 grudnia 1448) – kardynał prezbiter S. Stefano al Monte Celio; biskup Autun
- Mikołaj z Kuzy; Kardynał S. Pietro in Vincoli[4] (20 grudnia 1448) – kardynał prezbiter S. Pietro in Vincoli; biskup Brixen

Trzech mianował Eugeniusz IV, dwóch Mikołaj V, a jednego Jan XXIII.
Trzy dni przed rozpoczęciem konklawe – 1 kwietnia 1455 r., zmarł protoprezbiter Kolegium Kardynalskiego Zbigniew Oleśnicki, biskup krakowski.

## Frakcje i kandydaci
Kolegium Kardynalskie było podzielone na dwie duże frakcje, na czele których stali przedstawiciele dwóch najpotężniejszych i nienawidzących się nawzajem rodów rzymskich: Prospero Colonna i Latino Orsini. Partia Colonny była silniejsza i w okresie przed śmiercią Mikołaja V mówiło się o nim jako najbardziej prawdopodobnym następcy Mikołaja. Długotrwała choroba papieża umożliwiła jednak Orsiniemu podjęcie kroków przeciwko kandydaturze Colonny. Latino Orsini wszedł w porozumienie z ambasadorami Neapolu i Wenecji i zdołał zebrać przeciwko Colonnie pięć głosów, co przy piętnastu głosujących wystarczało do blokowania elekcji, gdyż obyczaj zakazywał głosowania na samego siebie. Ponieważ szanse samego Orsiniego na zdobycie tiary były niewielkie, postanowił on poprzeć weneckiego kardynała Pietro Barbo. Za papabile uchodzili także Domenico Capranica, Ludovico Trevisan i nienależący do żadnej frakcji Grek Bessarion. Głęboki antagonizm między Orsinim i Colonną oraz stosunkowo duża liczba kandydatów nie rokowały szybkiego rozstrzygnięcia konklawe.

## Konklawe
Konklawe rozpoczęło się rankiem w Wielki Piątek 4 kwietnia 1455 mszą do Ducha Świętego. Jego przebieg znany jest w ogólnych zarysach. Wiadomo, że między 5 a 7 kwietnia odbyły się trzy bezowocne głosowania.
Początkowo największe poparcie otrzymał kardynał Capranica. Był on jednak rodowitym rzymianinem i stronnikiem Colonny, a to sprawiało, że frakcja Orsiniego nie mogła go zaakceptować. Jako alternatywę frakcja Orsiniego proponowała wybór któregoś z Francuzów, na co jednak nie zgadzali się stronnicy Colonny. W tej sytuacji zaczęto zastanawiać się nad kandydatem neutralnym.  W Niedzielę Wielkanocną 6 kwietnia wydawało się, że osiągnięto konsensus co do kandydatury greckiego kardynała Bessariona. Nie należał on do żadnej frakcji i powszechnie szanowano go jako pobożnego i uczonego duchownego, spodziewano się także, że jako Grek może być idealnym wodzem nowej krucjaty. Jednakże w głosowaniu (prawdopodobnie 7 kwietnia) poparło go jedynie ośmiu elektorów. Brakujące dwa głosy mógł on uzyskać w procedurze akcesu, jednak przeciwko Grekowi otwarcie wystąpił kardynał Alain de Coëtivy, który przypomniał, że Bessarion jeszcze niedawno był „schizmatykiem” i wciąż zachowuje wiele obyczajów greckich (np. nosił długą brodę). Faktycznie de Coëtivy zakwestionował szczerość konwersji Bessariona na katolicyzm i odwołał się do żywej w Kościele łacińskim niechęci do Greków. Jego przemowa odniosła zamierzony skutek i w rezultacie kandydatura Bessariona upadła, tym bardziej, że sam Bessarion nie uczynił nic by odeprzeć zarzuty i przekonać niezdecydowanych do głosowania na niego.
Jako alternatywę dla Bessariona Coëtivy i Trevisan wysunęli kandydaturę najstarszego spośród elektorów, 76-letniego Hiszpana Alonso de Borja. Był on jednym z najmniej kontrowersyjnych kardynałów. Miał opinię prawego i pobożnego człowieka, prowadził skromne życie i nie angażował się w spory frakcyjne. Ponieważ był już w bardzo zaawansowanym wieku, można było oczekiwać, że jego pontyfikat będzie krótki. Nic więc dziwnego, że kandydatura ta w końcu uzyskała wymagane poparcie.

## Wybór Kaliksta III
W porannym głosowaniu 8 kwietnia Alonso de Borja został jednogłośnie wybrany na papieża. Elekt przybrał imię Kaliksta III i 20 kwietnia został uroczyście koronowany przez protodiakona Prospero Colonnę.
Wybór Katalończyka na papieża był sporym zaskoczeniem, jednak wszyscy, którzy liczyli na przejściowy pontyfikat, mocno się przeliczyli. Kalikst III panował wprawdzie tylko 3 lata, w tym czasie jednak wszystkie ważniejsze stanowiska w kurii i państwie papieskim obsadził swoimi krewnymi i rodakami. Od jego pontyfikatu datuje się znaczący wzrost nepotyzmu na dworze papieskim. Rodrigo Borgia, późniejszy papież Aleksander VI, zawdzięcza swoją karierę właśnie Kalikstowi III, który był jego wujem.

## Uzupełniające źródła internetowe
- The election of Pope Calixtus III (1455)
- Sede Vacante 1455